# Karl Panzner
Karl Panzner (Teplitz, 2 de març de 1866 - Düsseldorf, 7 de desembre de 1923) fou un director d'orquestra txec d'origen alemany.
Va fer els estudis en el Conservatori de Dresden, i després fou successivament director d'orquestra en els teatres de Sondershausen, Elberfeld, Bremen i Leipzig (1893), succeint el 1899 a Georg Schumann com a director de la Filharmonia i de la Societat de Cant. El 1907 dirigí els concerts de l'Orquestra Mozart, de Berlín, i el 1909 fou nomenat director de la música de la ciutat de Düsseldorf, dirigint, a més, els concerts de la Societat Filharmònica d'Hamburg.